# Batov
Batov je priimek več oseb:
- Pavel Ivanovič Batov, sovjetski general
- Aleksander Batov, ruski izdelovalec glasbil